# 马茨-奥拉·恩堡
马茨-奥拉·恩堡（瑞典語：Mats-Ola Engborg，1957年5月1日—），瑞典男子轮椅冰壶运动员。他曾代表瑞典参加2018年和2022年冬季残疾人奥林匹克运动会轮椅冰壶比赛，获得一枚银牌。